# メルサ・グルブブ
メルサ・グルブブ（英語: Mersa Gulbub）は、エリトリア・セメナウィ・ケイバハリ地方北部の村で、海岸線を持つ。セメナウィ・ケイバハリ地方の州都・マッサワの北に位置する。人口約1500人。シェエブ地区に属する。メルサ・グルブブは他にMarsa Gulbubとも綴られる。また、単にグルブブ（Gulbub）と呼ばれることもある。北緯16度23分06秒、東経39度10分00秒。標高13m。

## 交通
- メルサ・グルブブ空港 - 民間空港。ICAO空港コード：HHMG